# The Astronaut Wives Club
The Astronaut Wives Club ist eine US-amerikanische Fernsehserie, welche am 18. Juni 2015 ihre Premiere beim Sender ABC feierte.
Der Sender stellt die Serie nach Staffel eins ein. Jedoch verlauteten die Produzenten, dass der Stoff ohnehin eine innerhalb der Staffel abgeschlossene Handlung erzählte.

## Inhalt
Die Serie zentriert auf das Leben der Ehefrauen der ersten US-amerikanischen Astronauten.

## Darsteller und Figuren
- JoAnna Garcia Swisher als Betty Grissom
- Yvonne Strahovski als Rene Carpenter
- Dominique McElligott als Louise Shepard
- Odette Annable als Trudy Cooper
- Erin Cummings als Marge Slayton
- Azure Parsons als Annie Glenn
- Zoe Boyle als Jo Schirra
- Desmond Harrington als Alan Shepard
- Bret Harrison als Gordon Cooper
- Wilson Bethel als Scott Carpenter
- Aaron McCusker als Wally Schirra
- Kenneth Mitchell als Deke Slayton
- Sam Reid als John Glenn
- Joel Johnstone als Gus Grissom
- Luke Kirby als Max Kaplan